# Jon Gorenc Stanković
Jon Gorenc Stanković (Ljubljana, 1996. január 14. –) szlovén válogatott labdarúgó, a Sturm Graz középpályása.

## Pályafutása

### Klubcsapatokban

#### Huddersfield Town
2016. augusztus 9-én debütált a Huddersfield Townban a Shrewsbury Town ellen vívott angol ligakupa-mérkőzésen. A bajnokságban 2016. szeptember 27-én, csereként lépett pályára a Rotherham United ellen. 2018. augusztus 19-én a Manchester City elleni találkozón is pályára lépett.

#### Sturm Graz
2020. június 29-én hároméves szerződést írt alá az osztrák labdarúgó-bajnokságban szereplő Sturm Graz csapatával, bár a szezon hátralévő részében a Huddersfieldnél maradt, a Covid19-világjárvány miatt meghosszabbította a szerződését.

### A válogatottban
2011 áprilisában szerepelt először szlovén utánpótlás-válogatottban. 2012 augusztusa és 2013 márciusa között nyolc alkalommal lépett pályára az U-17-es csapatban.
2016 júniusában Srečko Katanec behívta a szlovén válogatottba egy Törökország elleni barátságos mérkőzésre.
Négy évvel később, 2020. október 7-én debütált a San Marino ellen.

## Statisztikák

### A válogatottban
| Válogatott | Év       | Pályára lépés | Gól |
| ---------- | -------- | ------------- | --- |
| Szlovénia  | 2020     | 1             | 0   |
| Szlovénia  | 2021     | 6             | 1   |
| Szlovénia  | 2022     | 8             | 0   |
| Szlovénia  | 2023     | 5             | 0   |
| Szlovénia  | 2024     | 9             | 0   |
| Szlovénia  | 2025     | 2             | 0   |
| Összesen   | Összesen | 31            | 1   |

#### Góljai a válogatottban
| # | Időpont         | Helyszín                           | Ellenfél  | Gólok | Eredmény | Kiírás              |
| - | --------------- | ---------------------------------- | --------- | ----- | -------- | ------------------- |
| 1 | 2021. június 4. | Bonifika Stadion, Koper, Szlovénia | Gibraltár | 6–0   | 6–0      | Barátságos mérkőzés |

## Sikerei, díjai
Sturm Graz
- Osztrák kupagyőztes (1): 2023

## Fordítás
- Ez a szócikk részben vagy egészben  a   Jon Gorenc Stanković című angol Wikipédia-szócikk ezen változatának fordításán alapul.  Az eredeti cikk szerkesztőit annak laptörténete sorolja fel. Ez a jelzés csupán a megfogalmazás eredetét és a szerzői jogokat jelzi, nem szolgál a cikkben szereplő információk forrásmegjelöléseként.